# Gentiana namlaensis
Gentiana namlaensis är en gentianaväxtart som beskrevs av Marquand. Gentiana namlaensis ingår i släktet gentianor, och familjen gentianaväxter. Inga underarter finns listade i Catalogue of Life.